# Piet Mondrian
Piet Mondrian (nacido como Pieter Cornelis Mondriaan; Amersfoort, 7 de marzo de 1872-Nueva York, 1 de febrero de 1944) fue un pintor vanguardista neerlandés. 
Fue miembro de la corriente De Stijl y fundador del neoplasticismo, junto con Theo van Doesburg. Evolucionó desde el naturalismo y el simbolismo hasta la abstracción, de la cual es el principal representante inaugural junto a los rusos Vasili Kandinski y Kazimir Malévich.

## Primeros años y formación
Mondrian nació el 7 de marzo de 1872 en Amersfoort en una familia calvinista. Desde 1892 hasta 1908 estudió en la Academia Estatal de Ámsterdam, en la que su maestro fue August Allebé.

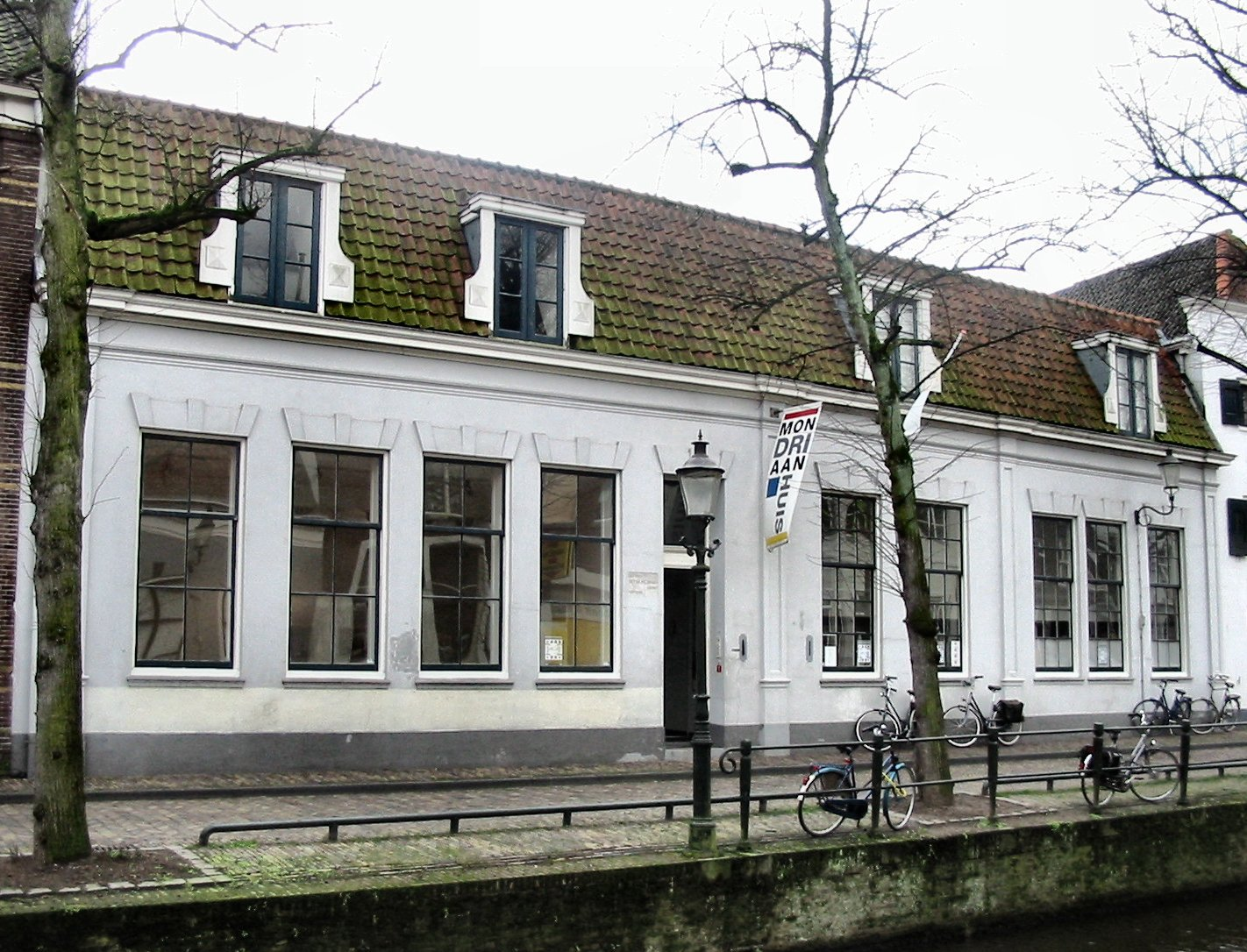
El lugar de nacimiento de Mondrian en Amersfoort, Países Bajos, en la actualidad La Casa Mondriaan, un museo.

Comenzó su carrera como maestro de educación primaria, pero mientras enseñaba también practicaba la pintura. La mayor parte de su trabajo de este período naturalista o impresionista está constituida por paisajes. Estas imágenes pastorales de su Holanda nativa representan molinos de viento, campos y ríos, inicialmente de manera impresionista al estilo de "La escuela de La Haya", que hace al autor sucesor de Jongkind, y luego en una variedad de estilos y técnicas que documenta su búsqueda por un estilo personal. Las pinturas en las que predominan los colores malva, gris suave y verde oscuro son las más representativas de su momento inicial e ilustran la influencia de varios movimientos artísticos en Mondrian, incluso el puntillismo y los colores vívidos del fovismo, en los que se vuelca en 1908 por influencia de Jan Toorop.
En la exhibición en el Hague's Gemeentemuseum varias pinturas son de este período, incluyendo los trabajos postimpresionistas como El molino rojo y Árboles a la luz de la Luna. Otra pintura, Avond ("Tarde") (1908), que presenta una escena de parvas (o niaras) en un campo durante el crepúsculo, es un cuadro que ya deja intuir los desarrollos futuros de este pintor; en él usa una paleta que consiste casi exclusivamente en rojo, amarillo y azul. Aunque en ningún sentido es abstracto, Avond es el más temprano de los trabajos de Mondrian que da énfasis a los colores primarios.

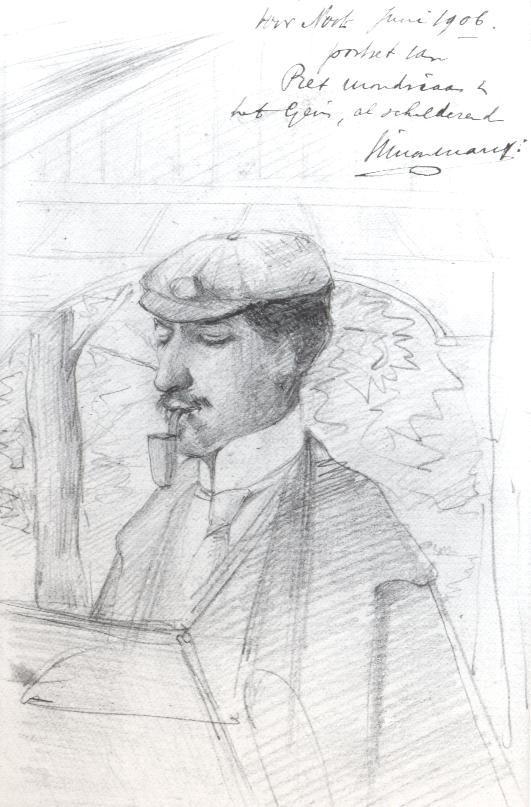
Retrato de Mondrian pintando en el río Gein, obra de Simon Maris en 1906.

Las pinturas más tempranas que muestran un vislumbre de la abstracción son una serie de cuadros de 1905 a 1907, en los cuales pinta escenas oscuras de árboles indistintos y casas con reflejos en agua que los hace casi aparecer como manchas de tinta de un proyectivo test de Rorschach. Sin embargo, aunque el resultado final deja ver el énfasis en las formas sobre el contenido, estas pinturas todavía se arraigan firmemente en la naturaleza, y es solo por el conocimiento de estos logros de Mondrian que se llegan a reconocer las raíces de su abstracción futura.
Mondrian y su trabajo posterior fueron influenciados profundamente por los "Moderne Kunstkring" (1911) en la exhibición de cubismo en Ámsterdam. Su búsqueda por la simplificación se muestra en dos versiones del cuadro Stilleven met gemberpot ("Naturaleza muerta con una olla de jengibre"). En la versión cubista, de 1911, y la abstracta, de 1912, el tema es reducido a una forma redonda con triángulos y rectángulos.

### París (1911-1914)
En 1911, Mondrian se mudó a París y cambió su nombre, eliminando una "a" de "Mondriaan", para enfatizar su salida de los Países Bajos y su integración dentro de la vanguardia parisina. Mientras estuvo en París, la influencia del estilo cubista de Pablo Picasso y Georges Braque apareció casi de inmediato en la obra de Mondrian. Pinturas como El mar (1912) y sus diversos estudios de árboles de ese año todavía contienen cierta representación, pero, cada vez más, están dominadas por formas geométricas y planos entrelazados. Si bien Mondrian estaba ansioso por absorber la influencia cubista en su obra, parece claro que veía el cubismo como un "puerto de escala" en su viaje artístico, más que como un destino. El período cubista de Piet Mondrian duró de 1912 a 1917.

### Retorno a Países Bajos
Luego volvió a Ámsterdam, donde conoció, en 1915, a Van Doesburg, con el que fundó el grupo De Stijl en 1917. En torno a esta revista, De Stijl (El estilo), publicada entre 1917 y 1926, se constituyó un grupo de artistas que recibieron la directa influencia de la "revolución cubista", entre los cuales Mondrian es el pintor más importante.
En 1919 regresó a París. En 1921 redujo su paleta a los colores primarios, blanco y negro. En 1930 se unió al grupo "Cercle et carré" y en 1931 a Abstraction-Création. En 1930 la estilista Lola Prusac crea para la Casa Hermès en París una línea completa de bolsos y equipajes directamente inspirados en las obras de Mondrian con recortes rojos, amarillos y azules. En 1938 se marcha a Londres y en 1940 a Estados Unidos.
En la década de los años 1940, sus trabajos se volvieron más vívidos en ritmo, como se aprecia en New York City, Broadway Boogie-Woogie o Victory Boogie-Woogie, menos estructurados al yuxtaponer áreas de colores brillantes y cálidos.
La teoría de Mondrian ha sido relevante en el siglo XX, trascendiendo la pintura e influyendo en las demás expresiones estéticas: diseño, decoración, arquitectura y escultura.

## Muerte y legado
Piet Mondrian murió de neumonía el 1 de febrero de 1944 y fue enterrado en el cementerio Cypress Hills en Brooklyn, Nueva York.
El 3 de febrero de 1944 se celebró un homenaje a Mondrian en la Universal Chapel en Lexington Avenue y 52nd Street en Manhattan. Al servicio asistieron casi 200 personas, entre ellas Alexander Archipenko, Marc Chagall, Marcel Duchamp, Fernand Léger, Alexander Calder y Robert Motherwell.
El Mondrian/Holtzman Trust funciona como el patrimonio oficial de Mondrian y "tiene como objetivo promover el conocimiento de las obras de arte de Mondrian y garantizar la integridad de su obra".
Mondrian fue descrito por el crítico Robert Hughes, en su libro de 1980 The Shock of the New, como "uno de los artistas supremos del siglo XX". Asimismo, en sus documentales de televisión sobre The Shock of the New, Hughes se refirió a Mondrian. considerado nuevamente como "uno de los más grandes artistas del siglo XX (...) que fue uno de los últimos pintores que creyó que las condiciones de la vida humana podían cambiarse mediante la realización de cuadros". El historiador de arte holandés Carel Blotkamp, una autoridad en De Stijl, reafirmó la misma creencia de que era "uno de los grandes artistas del siglo XX".
El 14 de noviembre de 2022, la Composición No. II de Mondrian se vendió en la subasta de Sotheby's por 51 millones de dólares, lo que superó un récord anterior de 50,6 millones de dólares para su obra. La Composición n.º II presenta un lienzo de 50 por 50 cm (20 por 20 pulgadas) con un gran cuadrado rojo en la esquina superior derecha, un pequeño cuadrado azul en la esquina inferior izquierda y un bloque amarillo con todo delineado en negro.

## Filosofía estética de Mondrian

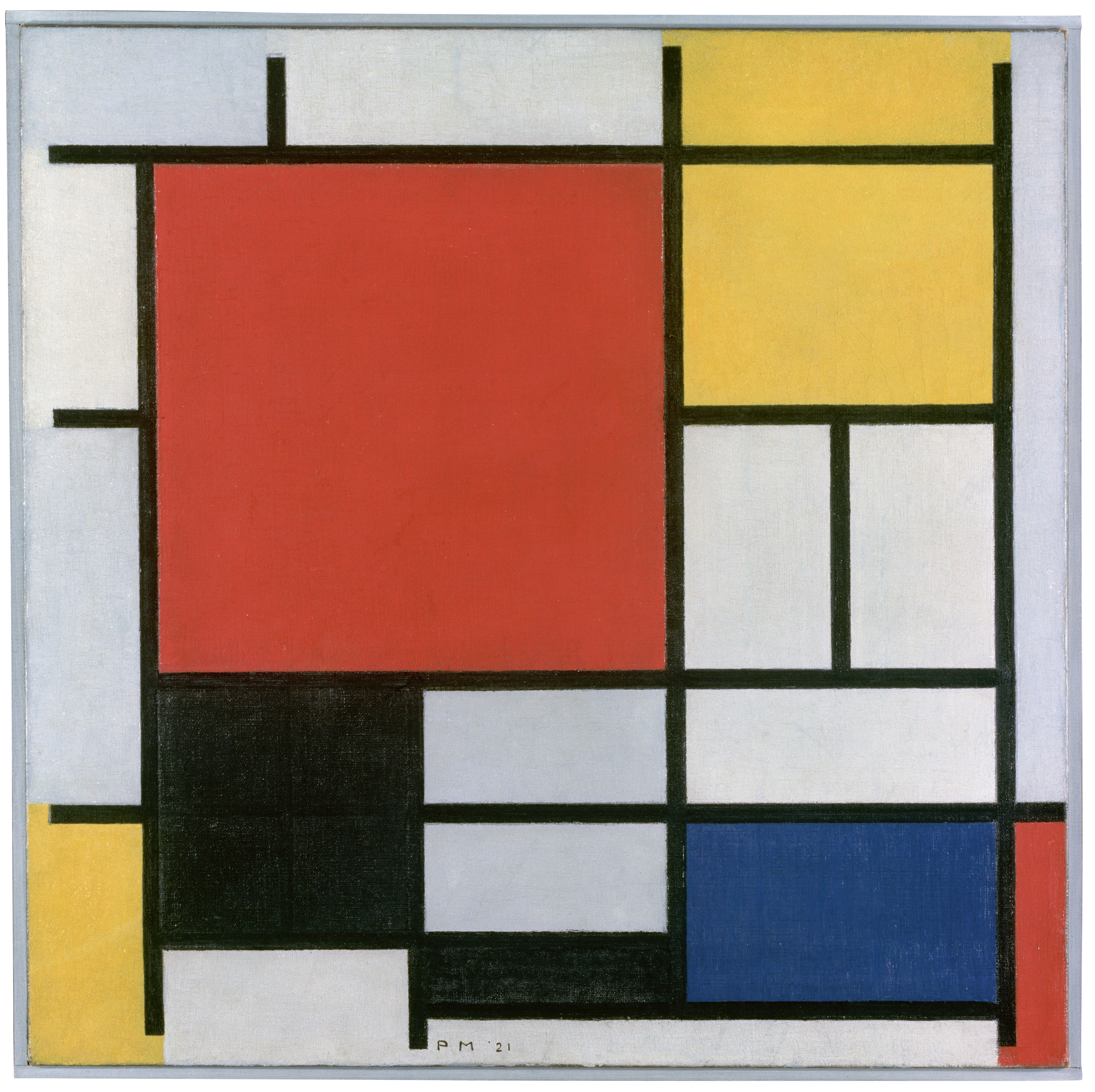
Composición en rojo, amarillo, azul, blanco y negro, 1921.

El arte de Mondrian siempre estuvo íntimamente relacionado con sus estudios espirituales y filosóficos. A partir de 1908, se interesó por el movimiento teosófico fundado por Helena Petrovna Blavatsky a finales del siglo XIX. Blavatsky creía que era posible lograr un conocimiento de la naturaleza más profundo que el proporcionado únicamente por los medios empíricos, y mucho del trabajo de Mondrian del resto de su vida estuvo inspirado por la búsqueda de ese supuesto conocimiento esencial. Una frase suya lo explica: «Solo cuando estemos en lo real absoluto el arte no será ya más necesario».
En efecto, al dedicarse a la abstracción geométrica, Mondrian busca encontrar la estructura básica del universo, la supuesta “retícula cósmica” que él intenta representar con el no-color blanco (presencia de todos los colores) atravesado por una trama de líneas de no-color negro (ausencia de todos los colores) y, en tal trama, planos geométricos (frecuentemente rectangulares) de los ya mencionados colores primarios, considerados por Mondrian como los colores elementales del universo. De este modo, repudia las características sensoriales de la textura y la superficie, eliminando las curvas, y en general todo lo formal. Expresó que el arte no debe ser figurativo, no debe implicarse en la reproducción de objetos aparentemente reales, sino que el arte debe ser una especie de indagación de lo absoluto subyacente tras toda la realidad fenoménica. Como anécdota de sus ligeras excentricidades cabe mencionar que prohibió el color verde en su casa.
Buscaba, en suma, un "arte puro", despojado de lo particular, y decía que "el propósito no es crear otras formas y colores particulares con todas sus limitaciones, sino trabajar tendiendo a abolirlos en interés de una unidad más grande".
Su radicalismo es tal que, cuando Van Doesburg buscó variaciones a sus estructuras formales a partir de 1924, inclinando los rectángulos, Mondrian abandonó De Stijl.

## Valoración

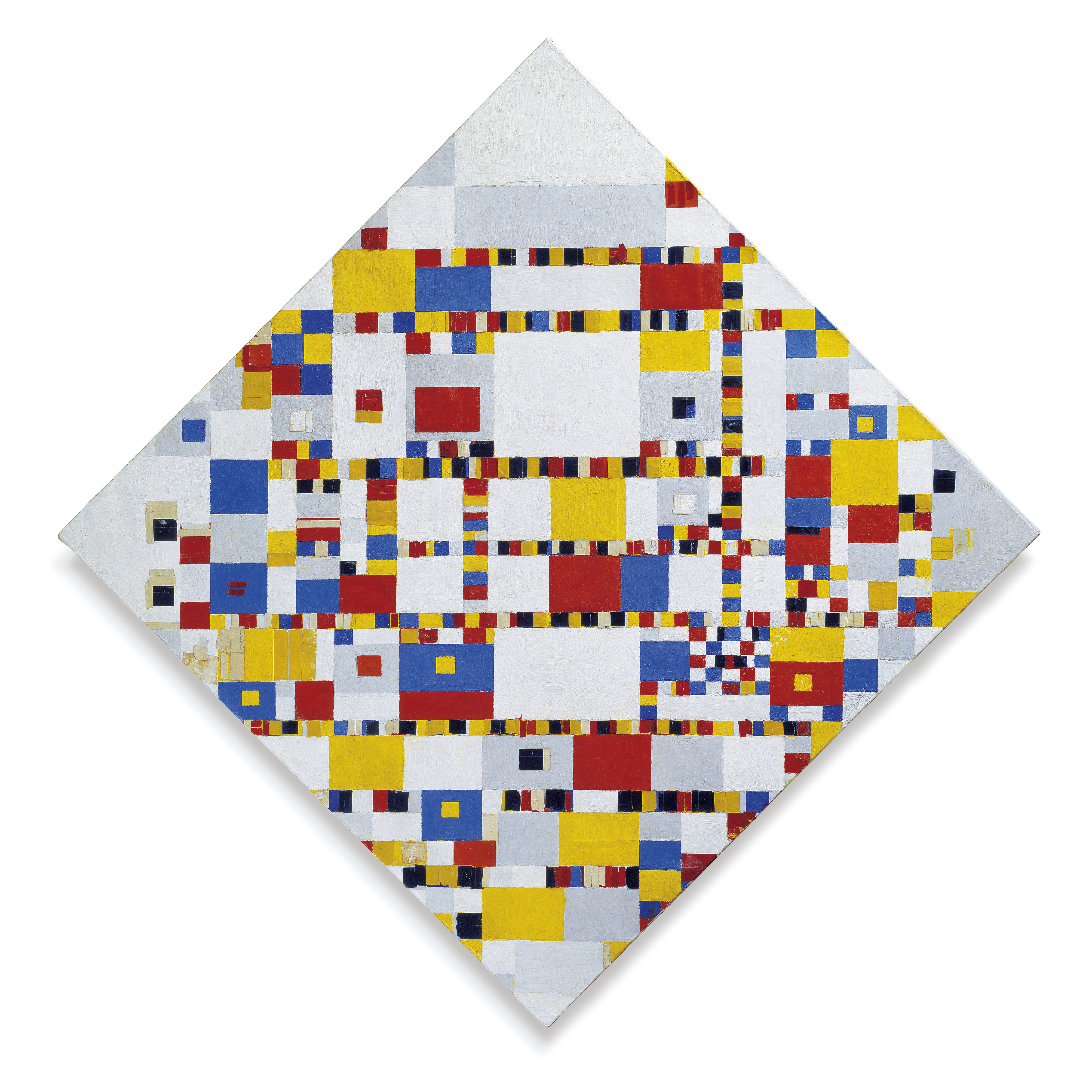
Victory Boogie Woogie, 1942-1944, Gemeentemuseum, La Haya.

Mondrian fue un contribuyente importante en el movimiento y grupo de arte De Stijl, que fundó Theo Van Doesburg. A pesar de ser muy conocido, o más bien precisamente por ello, a menudo ha sido parodiado y trivializado. Las pinturas de Mondrian exhiben una complejidad que desmiente su simplicidad aparente. Es principalmente conocido por sus pinturas no figurativas, a las que llamó composiciones, que consisten en formas rectangulares en rojo, amarillo, azul y negro, separadas por gruesas líneas rectas negras; son el resultado de una evolución estilística que se cumplió en el curso de casi 30 años y aún continuó más allá, hasta el final de su vida.

## Obras selectas

### Autorretratos

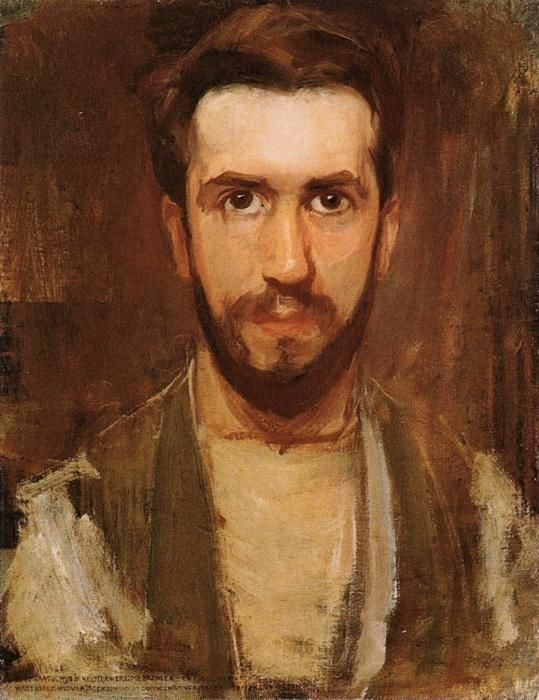
Autorretrato en 1900, 50,4 cm × 39,7 cm, Philips Collection, Washington D.C.
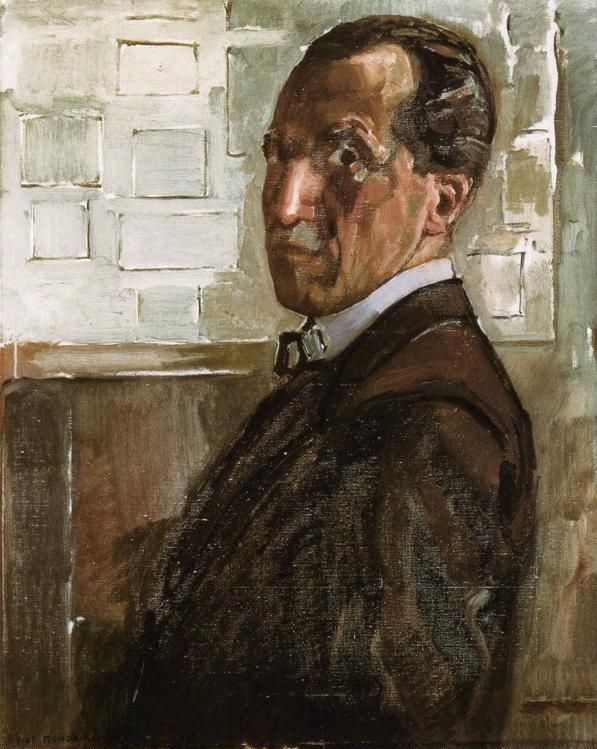
Autorretrato en 1918, 88 cm × 71 cm, Museo municipal de La Haya

### Primeras obras

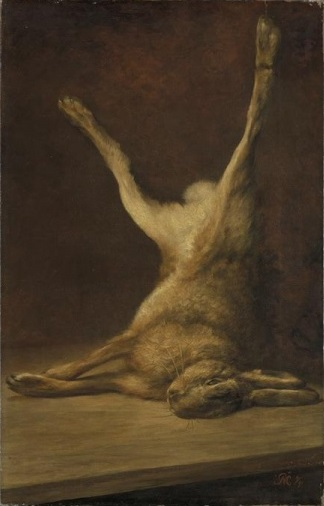
Liebre muerta, 1891, 80 cm x 51 cm, Museo municipal de La Haya
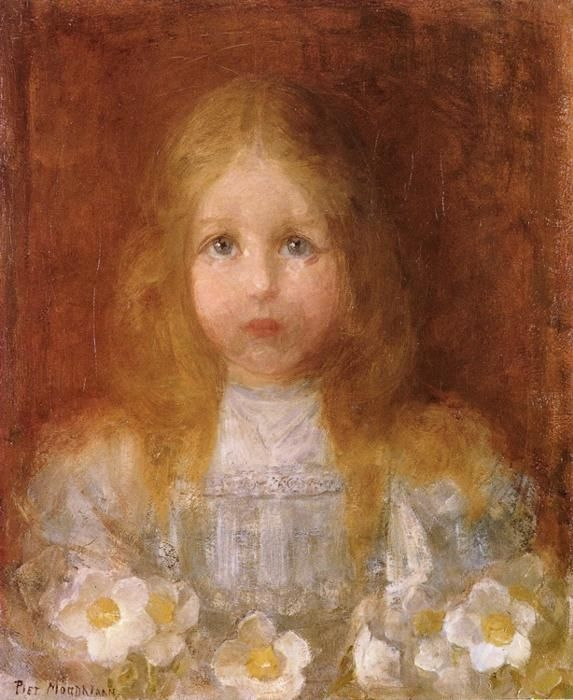
Retrato de una niña con flores, 1900, 53 cm x 44 cm, Museo municipal de La Haya

### Árboles
Las pinturas de manzanos de Mondrian muestran poco a poco su evolución artística, influenciado por el viaje que hizo a París en 1911, donde conoce la obra cubista. En ellas se puede ver como poco a poco su obra se transforma y se hace cada vez más abstracta.

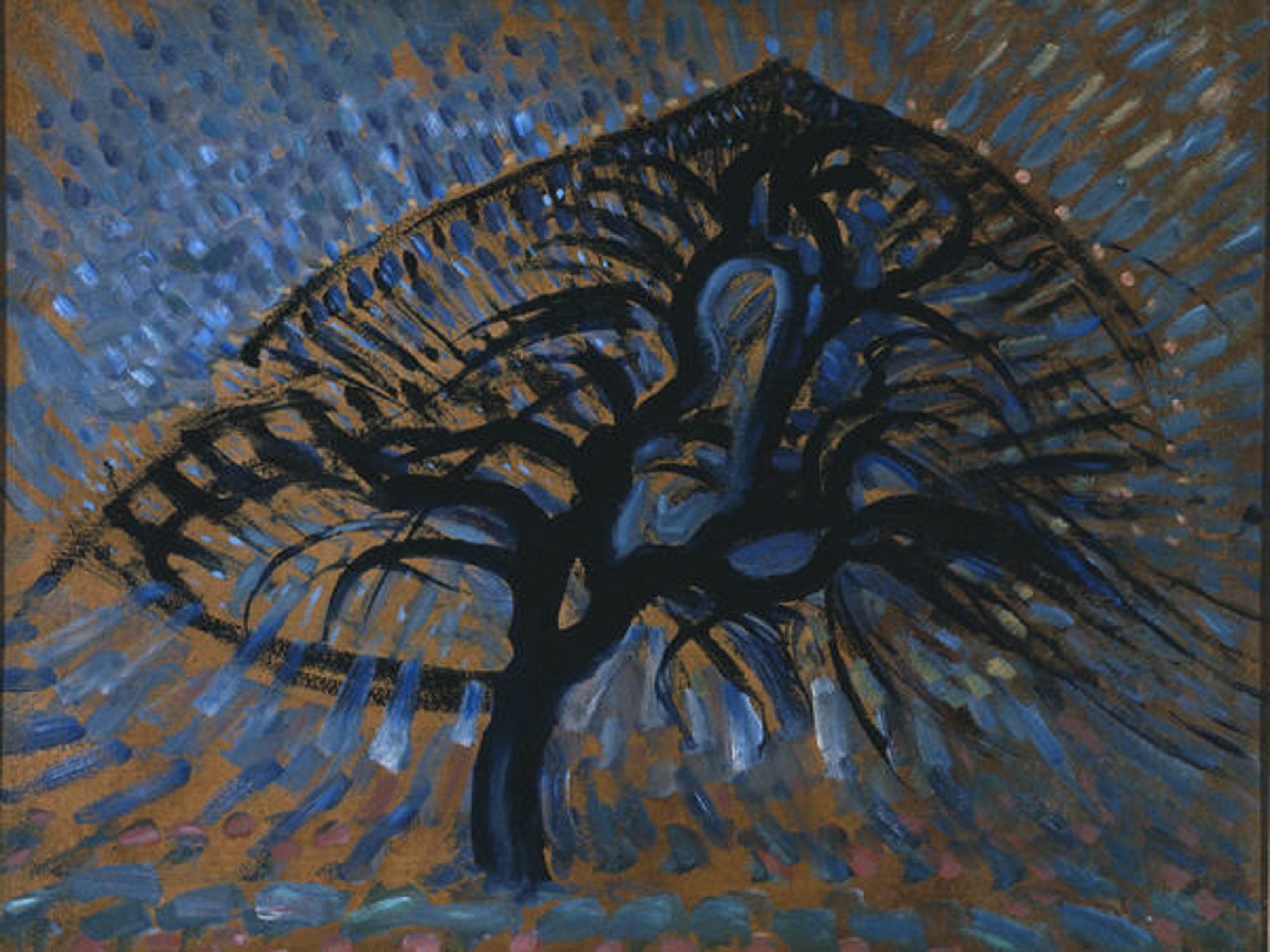
Manzano, versión puntillista, 56,8 cm x 74,9 cm, Museo de Arte de Dallas
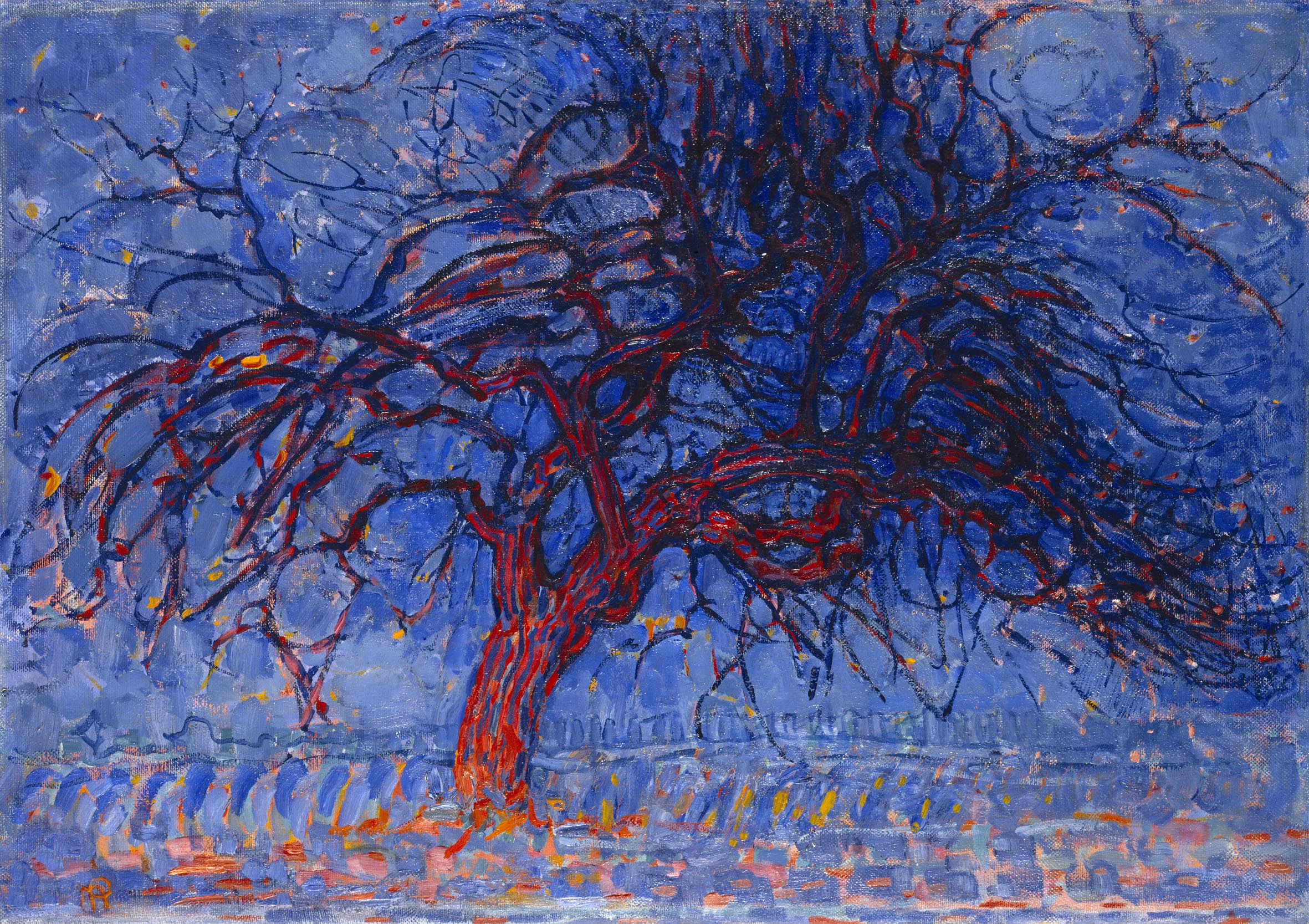
El árbol rojo, 1909, 70 cm × 99 cm, Museo municipal de La Haya
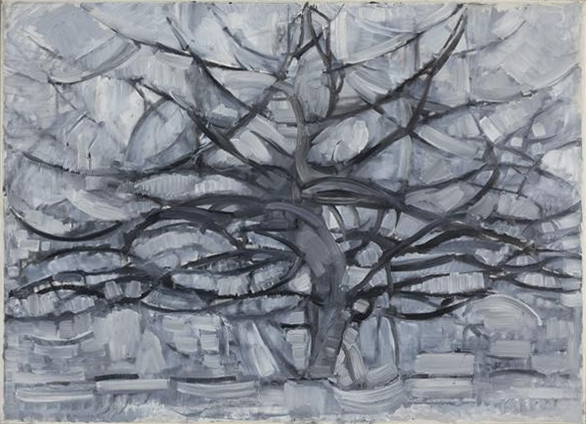
El árbol gris, 1911, 79,7 cm x 109,1 cm, Museo municipal de La Haya
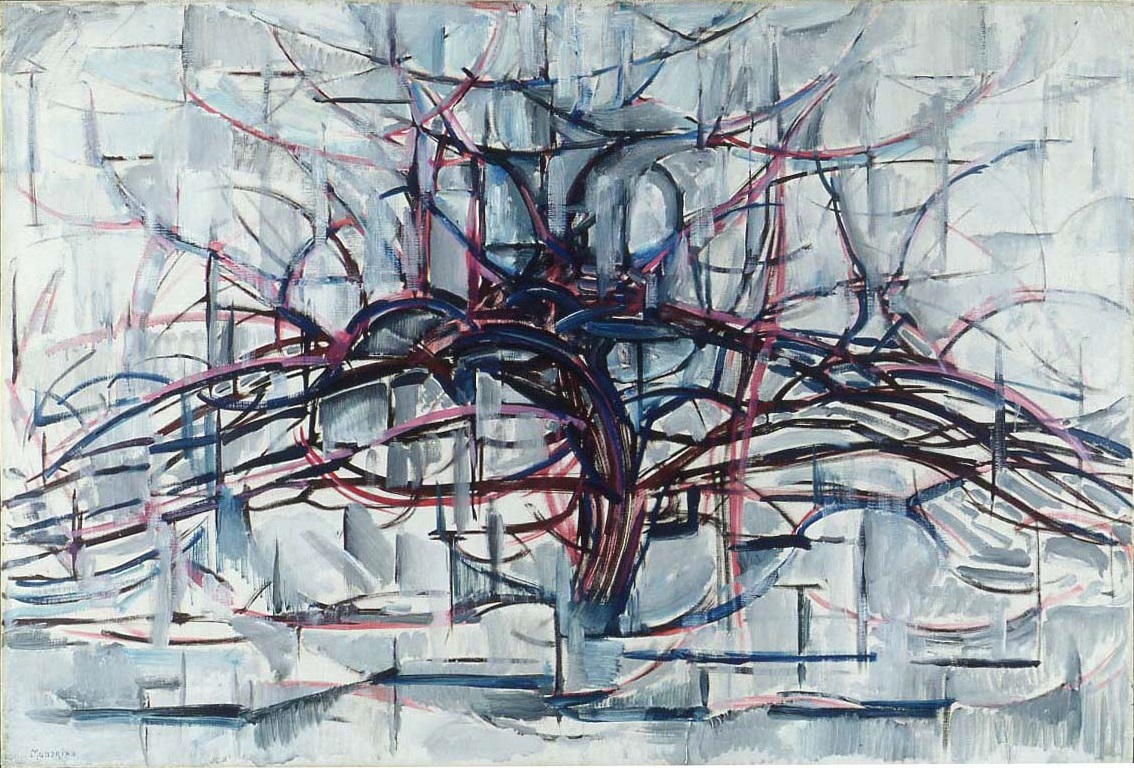
Árbol horizontal, 75,9 cm x 112,2 cm, Munson-Williams-Proctor Arts Institute, Utica, Nueva York
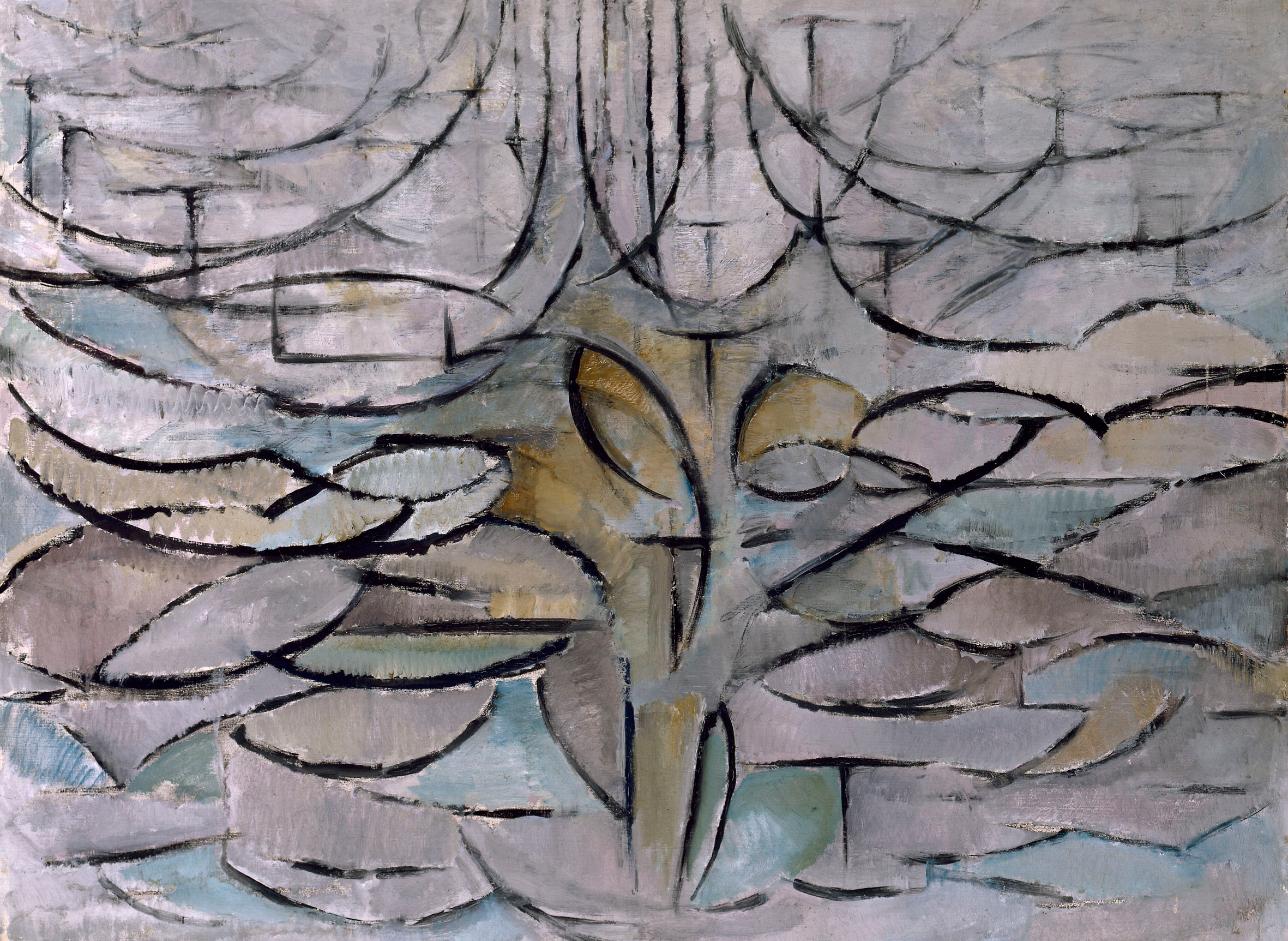
Manzano en flor, 78,5 cm x 107,5 cm, Museo municipal de La Haya

### Bodegón con jarra de jengibre

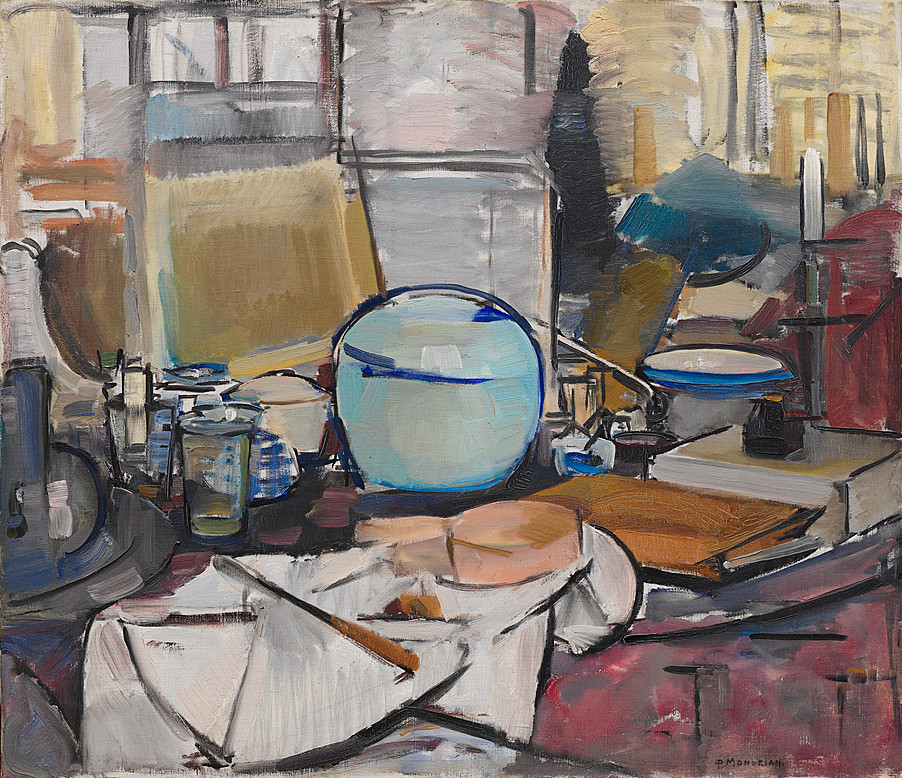
Bodegón con jarra de jengibre I, óleo sobre tela, 1911-1912, Museo Solomon R. Guggenheim
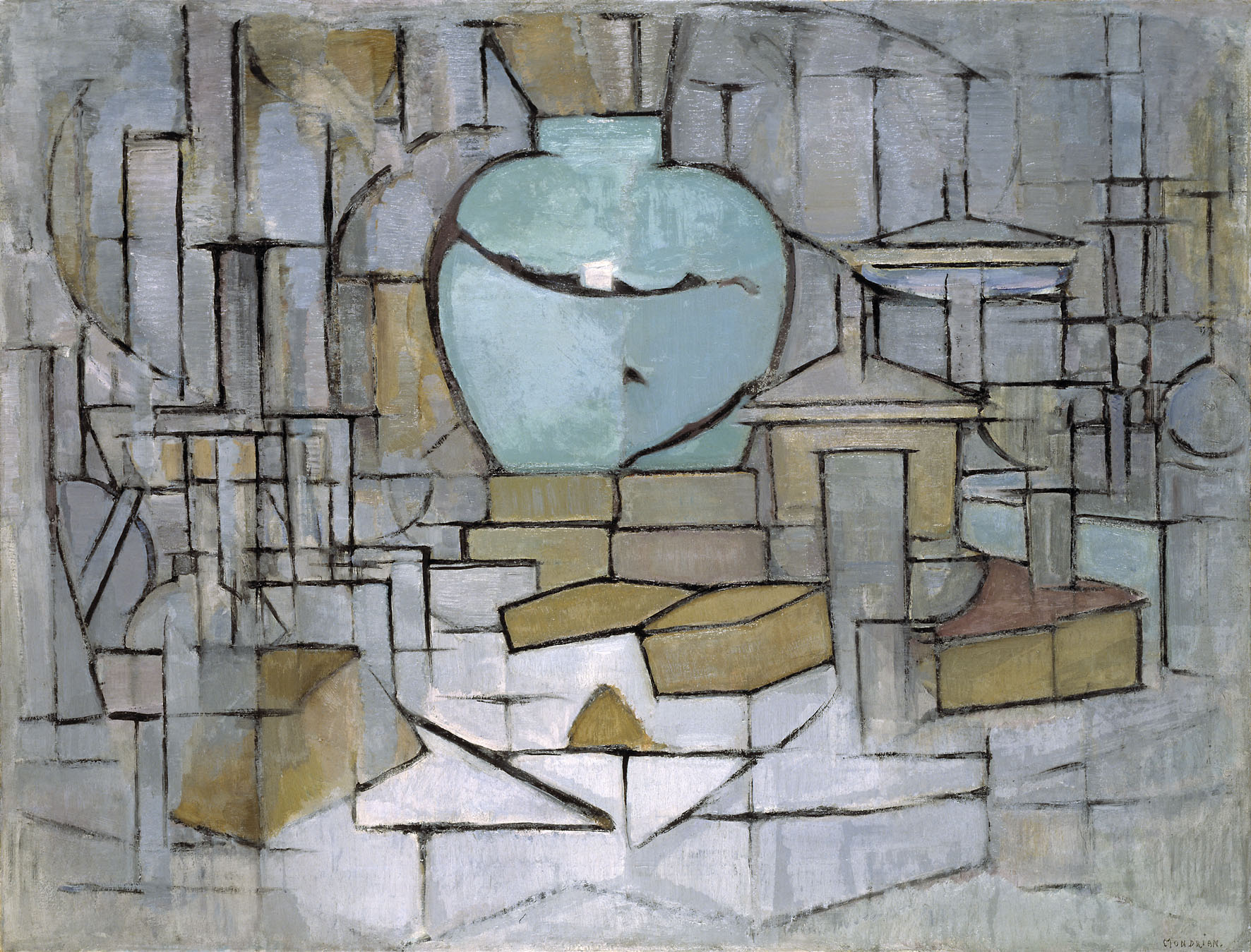
Bodegón con jarra de jengibre II, óleo sobre tela, 1911-1912, Museo Solomon R. Guggenheim

### Pinturas abstractas del periodo entre 1911-1914

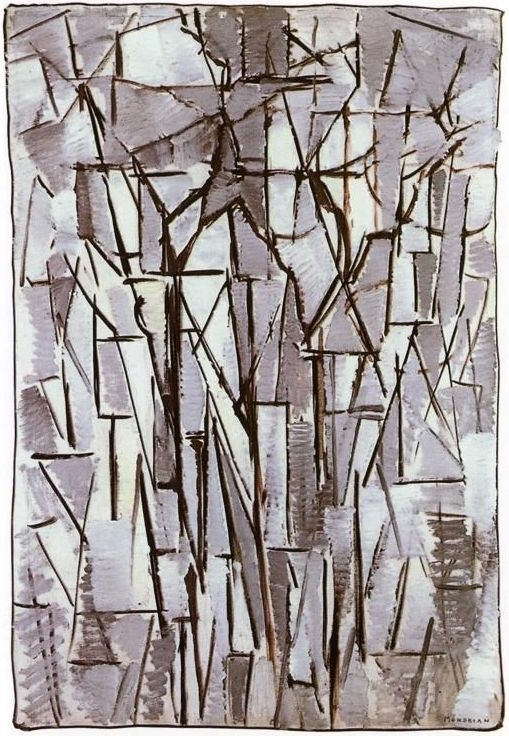
Composición árboles II, óleo sobre tela, 1912-1913
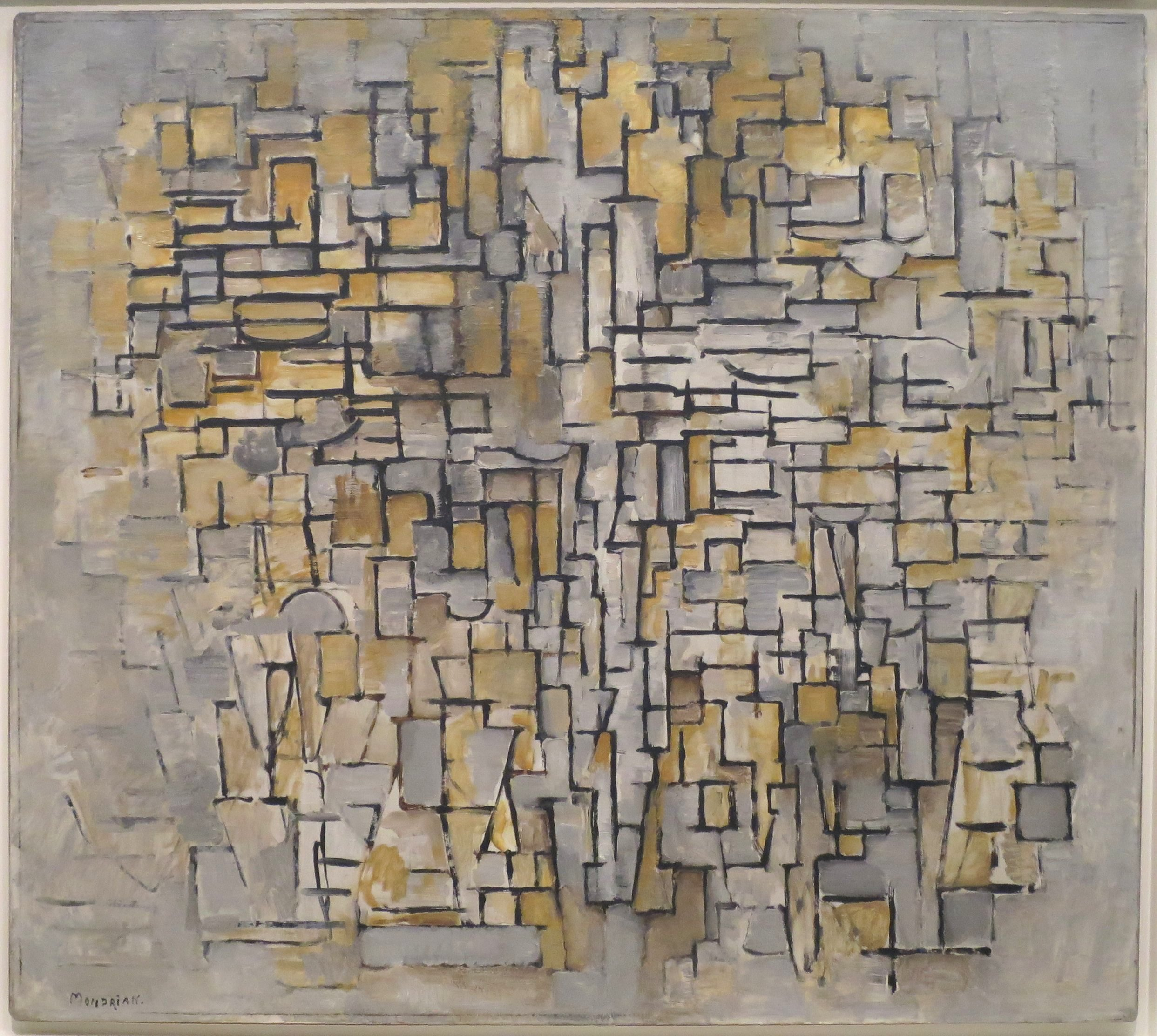
Composición VII, óleo sobre tela, 1913
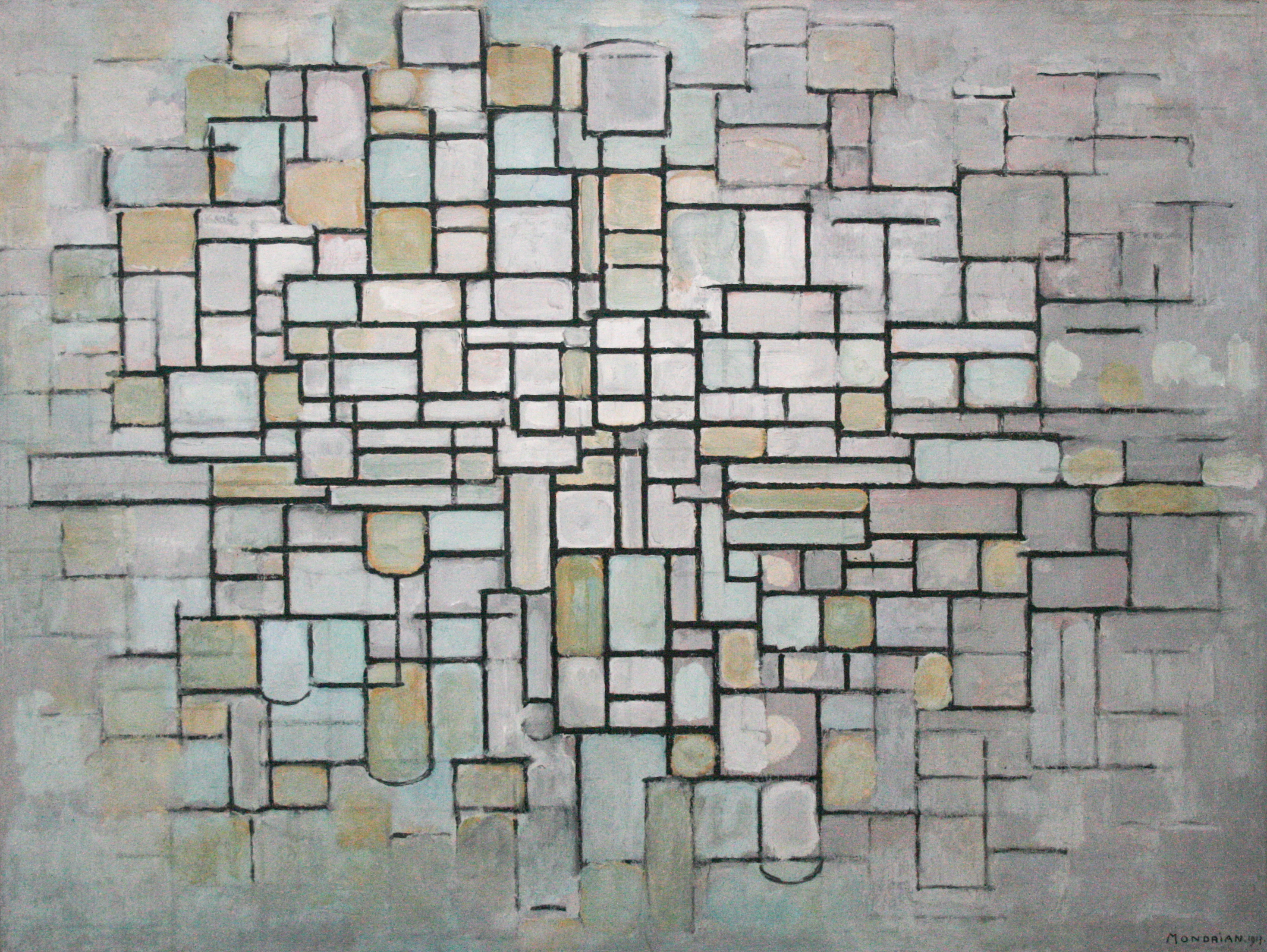
Composición XI, óleo sobre tela, 1913
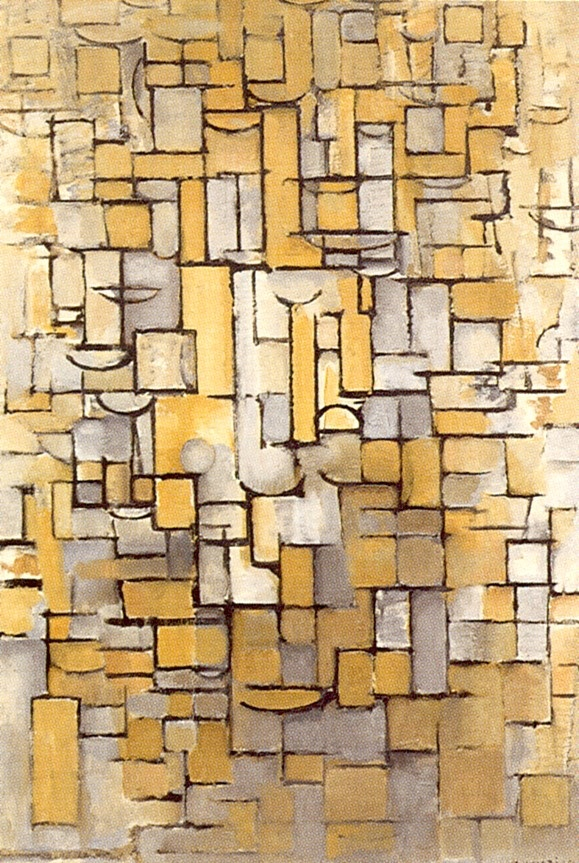
Composición XIV, óleo sobre tela, 1913
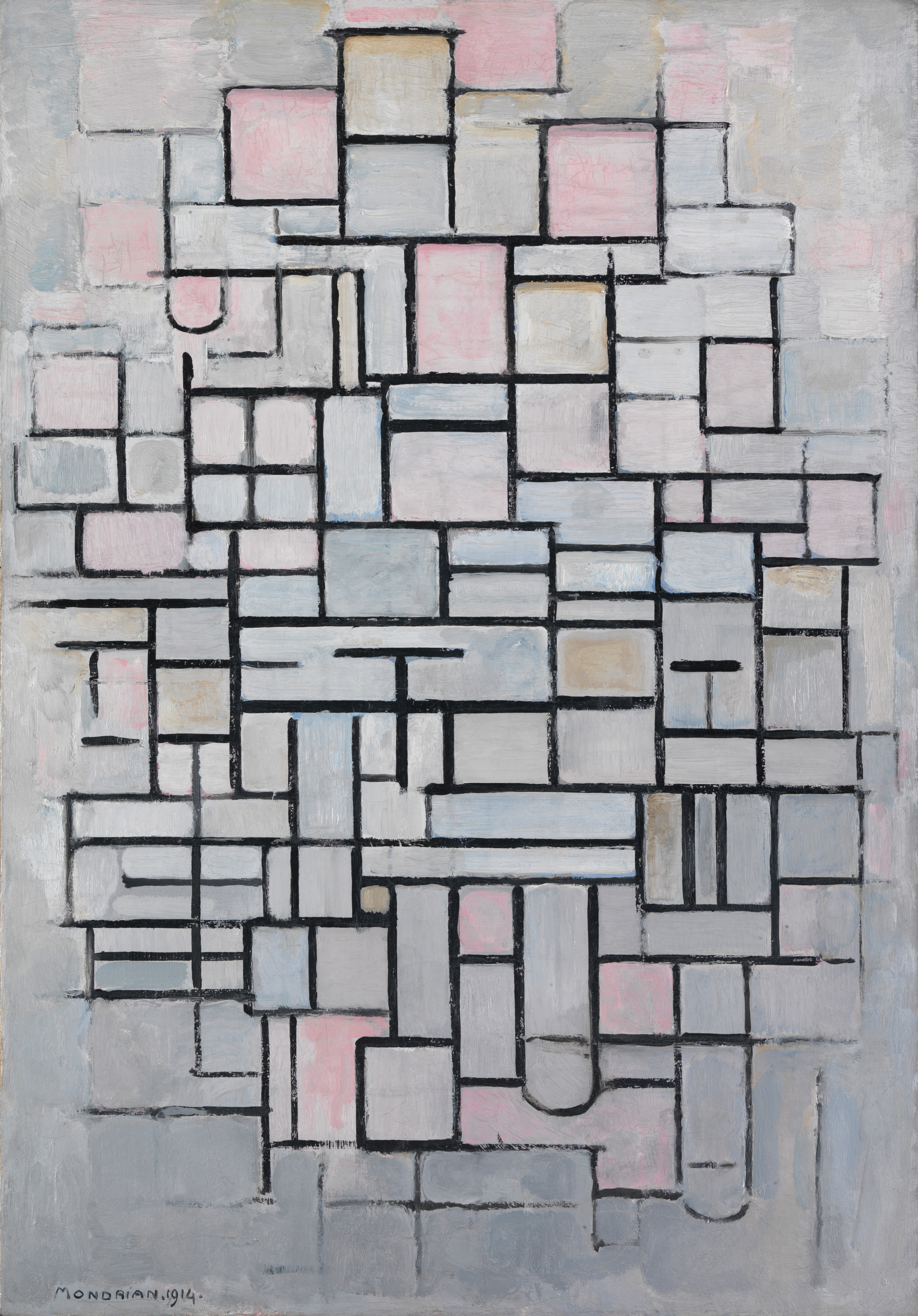
Composición IV, óleo sobre tela, 1914
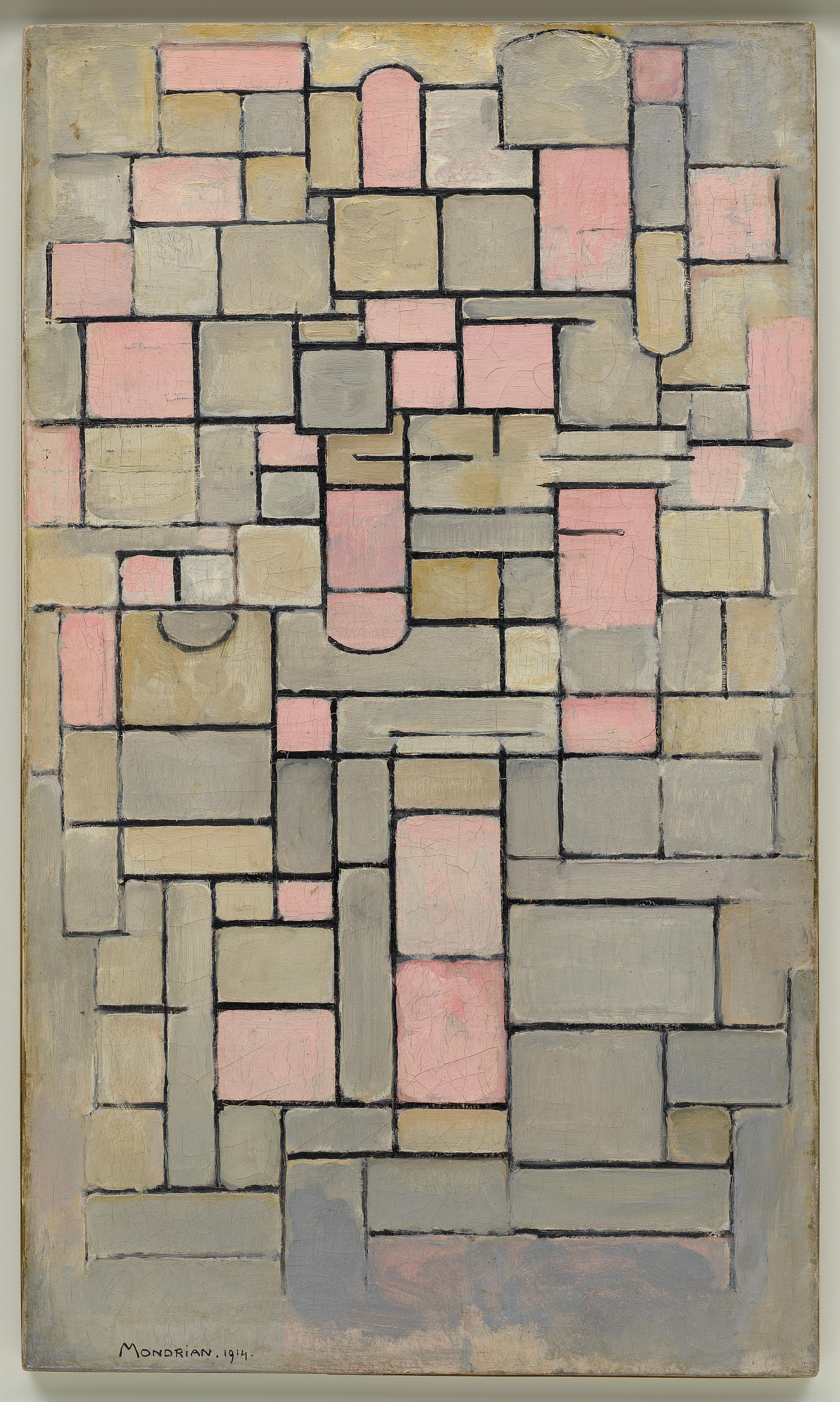
Composición VIII, 1914
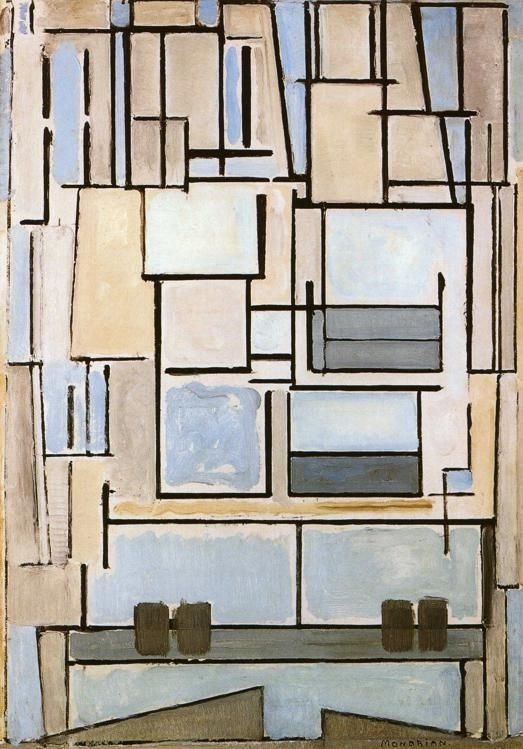
Cn IX Fomposicióachada azul, óleo sobre tela, 1914

### Pinturas abstractas del periodo entre 1914-1917

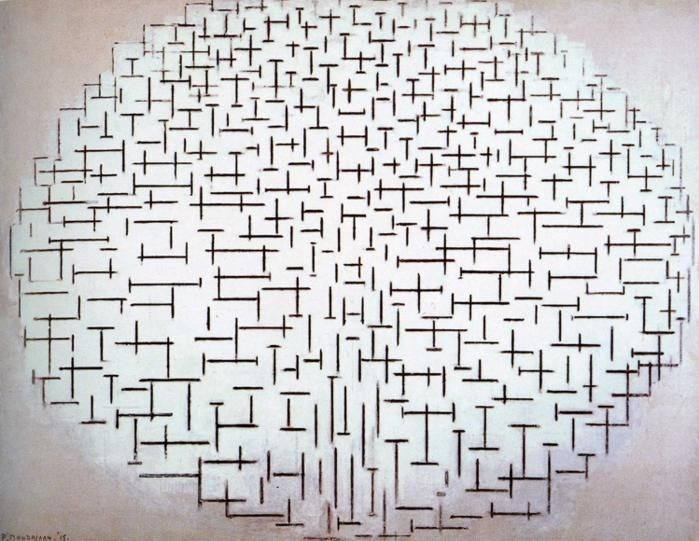
Composición 10 "muelle y océano", óleo sobre tela, 1916-1917, Museo Kröller-Müller
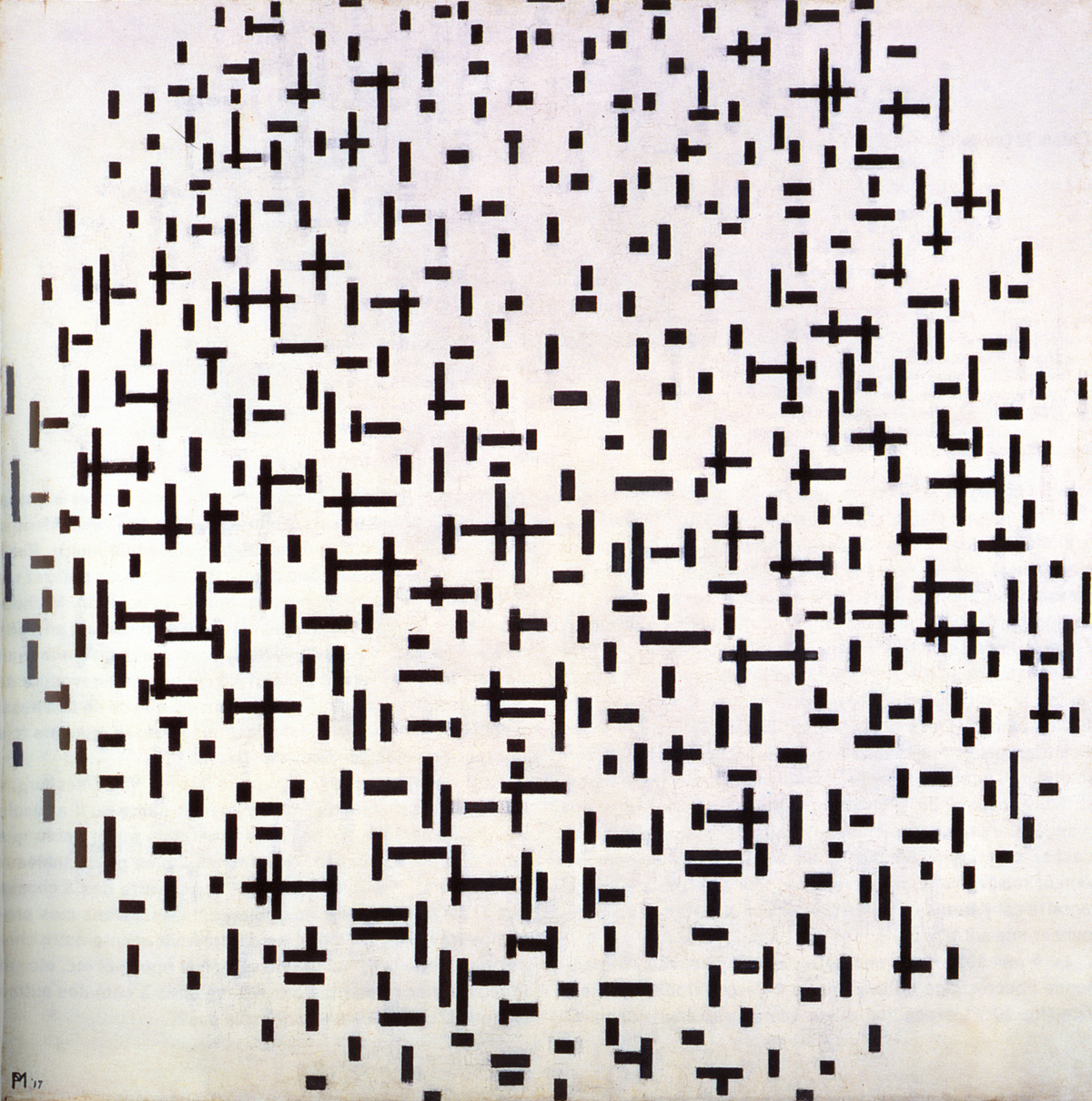
Composición en líneas, segundo estado, óleo sobre tela, 1916-1917, Museo Kröller-Müller
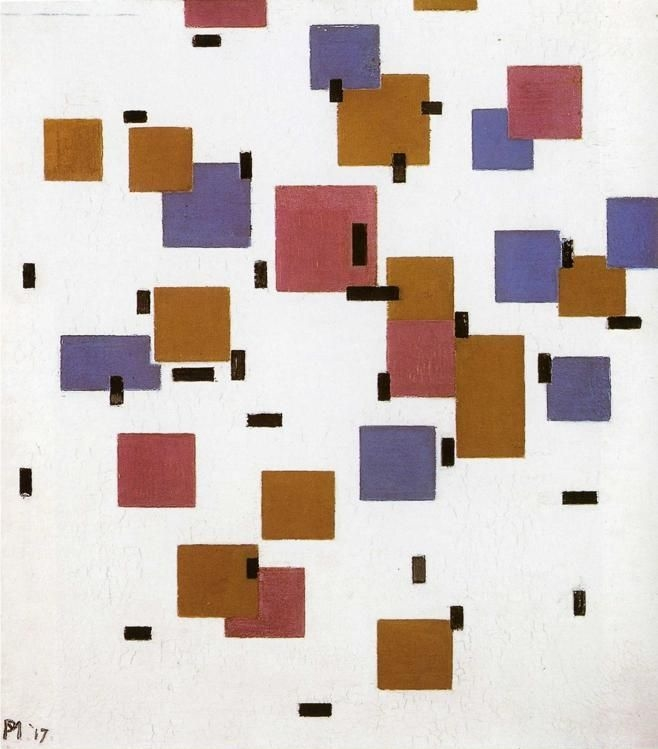
Composición en color A, 1917, óleo sobre tela
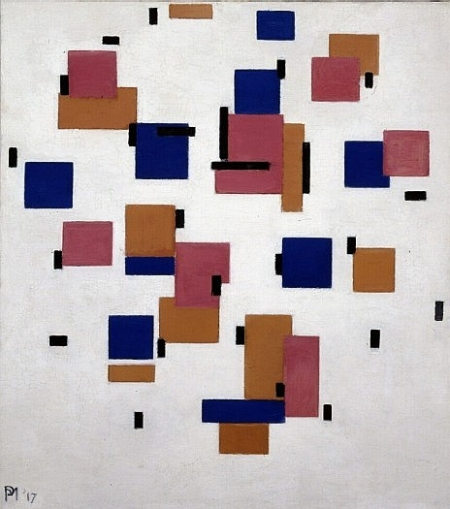
Composición en color B, 1917, óleo sobre tela, Museo Kröller-Müller
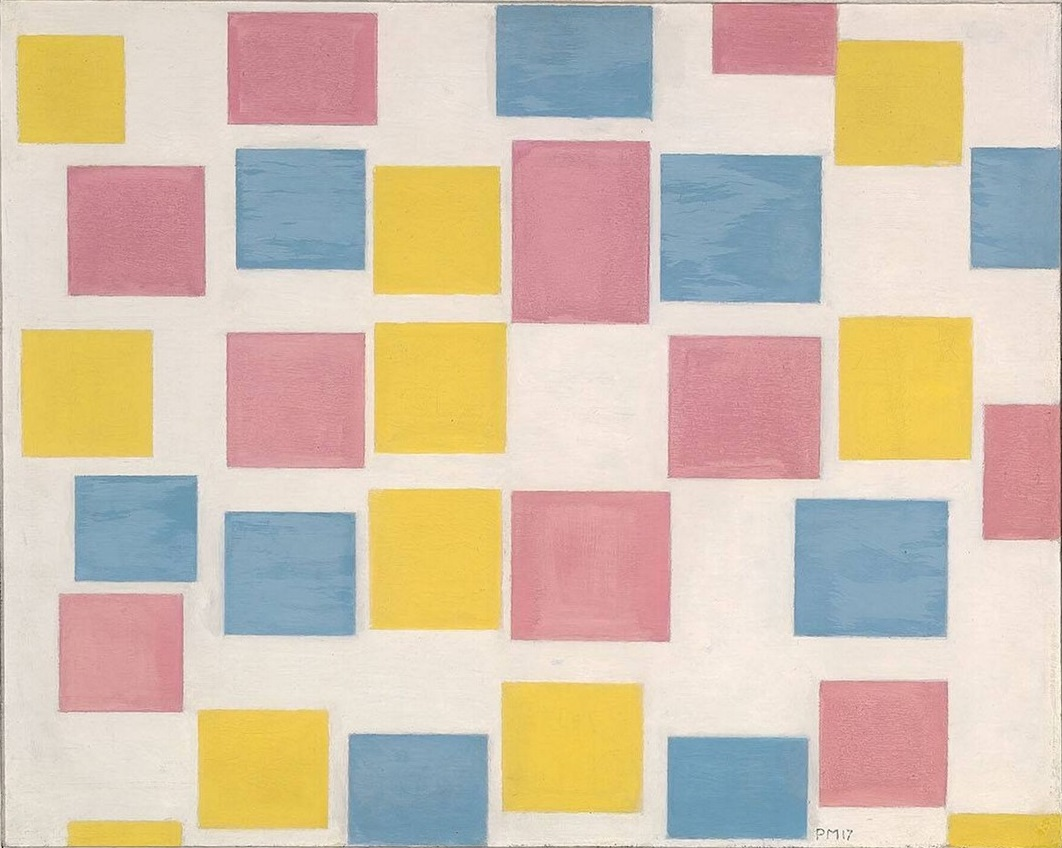
Composición en campos de color, 1917, 48 cm x 60.5 cm, óleo sobre tela, Museo Boijmans Van Beuningen
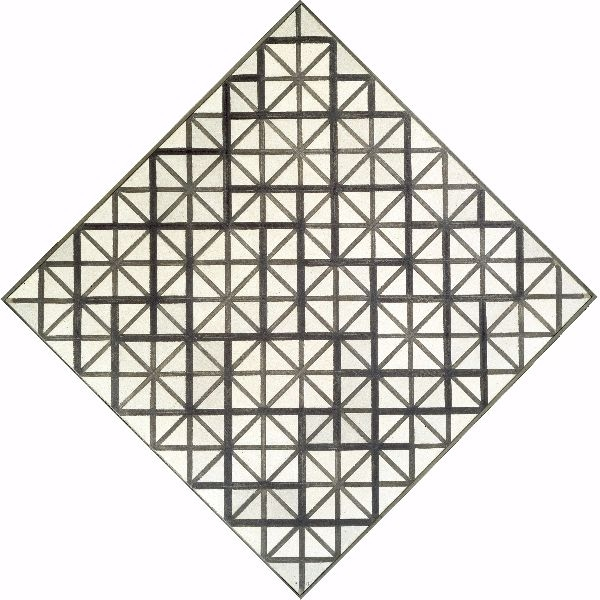
Rombo con líneas grises, 1917, Museo municipal de la Haya

## Reclamaciones por arte saqueado por los nazis
En octubre de 2020, los herederos de Mondrian presentaron una demanda ante un tribunal estadounidense contra el Museo Kaiser Wilhelm en Krefeld, Alemania, para la devolución de cuatro pinturas de Mondrian.
En diciembre de 2021, los herederos de Mondrian demandaron al Museo de Arte de Filadelfia por la devolución de la Composición con azul (1928) de Mondrian, que había sido confiscada por los nazis y pasó por los marchantes de arte Karl Buchholz y Curt Valentin antes de ser donada al museo por Albert. E. Gallatin.